# Czert

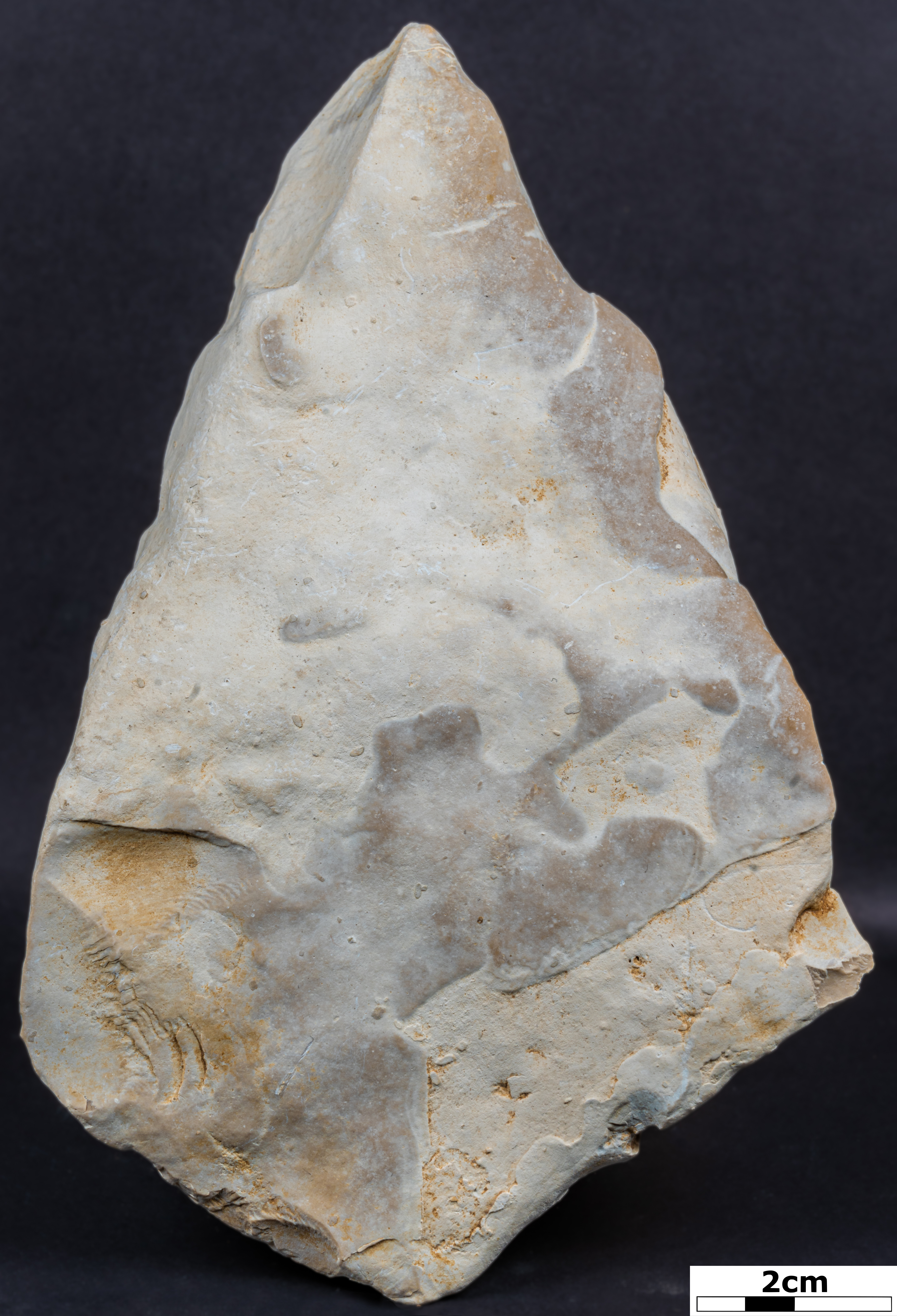
Czert

Czert – często spotykana zbita, twarda skała krzemionkowa powstająca w skałach wapiennych. Występuje wymiennie z krzemieniami. Czerty odróżnia od krzemieni przede wszystkim to, że w czercie granica między skałą otaczającą a czertem jest nieostra, przejściowa. Poza tym w czertach brak kory zwietrzelinowej (która zwykle, choć nie zawsze jest w krzemieniach), a barwa podobna jest do skały otaczającej, zazwyczaj szara do białej. Czert składa się z chalcedonu, rzadziej z opalu, i kwarcu, może zawierać skamieniałości bezkręgowców. 
Czerty mogą występować w postaci buł i konkrecji oraz czertów płytowych.